# سیستم عایق الکتریکی
سیستم عایق الکتریکی برای سیم‌های مورد استفاده در ژنراتورها، موتورهای الکتریکی، ترانسفورماتورها و سایر اجزای الکتریکی سیم‌پیچ شده استفاده می‌گردد که از نظر دما و افزایش دما به کلاس‌های مختلفی تقسیم می‌شود. سیستم عایق الکتریکی با عنوان‌های کلاس عایق یا طبقه‌بندی حرارتی نیز شناخته می‌شود. کلاس‌های مختلف توسط استانداردهای NEMA , Underwriters Laboratories (UL), و استانداردهای IEC تعریف شده‌اند.
«سیستم عایق الکتریکی» در وسایل برقی جهت اطمینان از عملکرد صحیح دستگاه و محافظت از کاربر آن در برابر شوک الکتریکی مورد استفاده قرار می‌گیرد.

## کلاس‌های دما
| کلاس حرارتی IEC 60085 | کلاس حرارتی IEC 60085 قدیمی | کلاس NEMA | کلاس NEMA/UL | حداکثر نقطه داغ دمای مجاز | حرارتی نسبی شاخص استقامت (°C) | مواد معمولی |
| --------------------- | --------------------------- | --------- | ------------ | ------------------------- | ----------------------------- | --- |
| ۹۰                    | Y                           |           |              | ۹۰ درجه سانتی گراد        | > ۹۰–۱۰۵                      | کاغذ آغشته نشده، ابریشم، پنبه، لاستیک طبیعی ولکانیزه، ترموپلاستیک‌هایی که بالاتر از ۹۰ نرم می‌شوند درجه سانتی گراد  |
| ۱۰۵                   | آ                           | ۱۰۵       | آ            | ۱۰۵ درجه سانتی گراد       | > ۱۰۵–۱۲۰                     | مواد آلی مانند پنبه، ابریشم، کاغذ، برخی از الیاف مصنوعی                                                           |
| ۱۲۰                   | E                           |           |              | ۱۲۰ درجه سانتی گراد       | > ۱۲۰–۱۳۰                     | پلی اورتان، رزین‌های اپوکسی، پلی اتیلن ترفتالات و سایر موادی که عمر مفیدی در این دما نشان داده‌اند.                 |
| ۱۳۰                   | ب                           | ۱۳۰       | ب            | ۱۳۰ درجه سانتی گراد       | > ۱۳۰–۱۵۵                     | مواد معدنی مانند میکا، الیاف شیشه، آزبست، با چسب‌های با دمای بالا، یا سایر مواد با طول عمر قابل استفاده در این دما |
| ۱۵۵                   | اف                          | ۱۵۵       | اف           | ۱۵۵ درجه سانتی گراد       | > ۱۵۵–۱۸۰                     | مواد کلاس ۱۳۰ با کلاسورهای پایدار در دمای بالاتر، یا سایر مواد با طول عمر قابل استفاده در این دما                 |
| ۱۸۰                   | اچ                          | ۱۸۰       | اچ           | ۱۸۰ درجه سانتی گراد       | > ۱۸۰–۲۰۰                     | الاستومرهای سیلیکونی و مواد معدنی کلاس ۱۳۰ با چسب‌های با دمای بالا یا سایر مواد با طول عمر قابل استفاده در این دما |
| ۲۰۰                   |                             |           | ن            | ۲۰۰ درجه سانتی گراد       | > ۲۰۰–۲۲۰                     | همان‌طور که برای کلاس B، و از جمله تفلون                                                                           |
| ۲۲۰                   |                             | ۲۲۰       | آر           | ۲۲۰ درجه سانتی گراد       | > ۲۲۰–۲۵۰                     | در مورد IEC کلاس ۲۰۰                                                                                              |
|                       |                             |           | اس           | ۲۴۰ درجه سانتی گراد       |                               | مینای پلی‌آمید یا فیلم‌های پلی‌آمید                                                                                  |
| ۲۵۰                   |                             |           |              | ۲۵۰ درجه سانتی گراد       | > ۲۵۰                         | در مورد IEC کلاس ۲۰۰. کلاس‌های IEC بیشتر به صورت عددی در ۲۵ تعیین شده‌اند افزایش درجه سانتی گراد                    |

حداکثر دمای عملیاتی هات-اسپات یا نقطه داغ با افزودن دمای نامی محیط دستگاه (اغلب ۴۰ درجه سانتی گراد) بدست می‌آید، افزایش دما و ۱۰ درجه سانتی گراد در هات اسپات یا نقطه داغ مجاز است. ماشین‌های الکتریکی معمولاً با دمای متوسط کمتر از دمای نامی نقطه داغ طراحی می‌شوند تا عمر قابل قبولی داشته باشند. در صورت رسیدن به دمای نقطه داغ، عایق به‌طور ناگهانی از بین نمی‌رود، اما عمر مفید عملیاتی آن به سرعت کاهش می‌یابد. یک قانون سرانگشتی وجود دارد که نصف شدن عمر عایق برای هر ۱۰درجه سانتی گراد افزایش دما را بیان می‌کند.
نسخه‌های قدیمی‌تر استانداردها، موادی را که برای استفاده در کلاس‌های مختلف دما لازم است، فهرست کرده‌اند. اما نسخه‌های مدرن استانداردها توصیه می‌کنند که سیستم عایق باید عمر قابل قبولی را در افزایش دمای مشخص ارائه کند.
در ماشین‌های بزرگ، ممکن است با توجه به افزایش دمای پیش‌بینی شده دستگاه سیستم‌های مختلفی استفاده شود. برای مثال، در ژنراتورهای برق آبی بزرگ، سیم‌پیچ‌های استاتور ممکن است کلاس B باشند، اما سرد کردن سیم‌پیچ روتور ممکن است کلاس F باشد.

## دسته‌بندی عایق‌ها
در استانداردهای IEC، طبقه‌بندی سیستم‌های عایق الکتریکی بر اساس سطح حفاظت از کاربر در برابر شوک الکتریکی انجام می‌گیرد. به‌طور عملی استفاده از عایق برای جلوگیری از اتصال کوتاه در تجهیزات مورد نیاز است.
- عایق پایه : به هر ماده ای گفته می‌شود که برای محافظت کاربر از تماس تصادفی با قطعات برق دار اضافه می‌شود.
- عایق تکمیلی: برای مقاومت در برابر ۱۵۰۰ ولت AC درجه‌بندی شده‌است.
- عایق مضاعف: یک مفهوم طراحی است که در آن خرابی یک سیستم عایق، کاربر را در معرض خطر شوک به دلیل وجود لایه دوم مستقل عایق قرار نمی‌دهد.
- عایق تقویت شده: یک سیستم عایق مکمل است که به اندازه کافی قوی است که به‌طور مؤثری عمل کند که گویی یک سیستم عایق دوگانه وجود دارد.

انتخاب سیستم عایق با انتخاب کلاس لوازم خانگی هماهنگ می‌شود.

## بیشتر خواندن
- گرگ استون (ویرایش. عایق الکتریکی برای ماشین‌های دوار: طراحی، ارزیابی، پیری، آزمایش و تعمیر، Wiley-IEEE، ۲۰۰۴شابک ‎۰-۴۷۱-۴۴۵۰۶-۱